# Straky na vrbě
Straky na vrbě je české nakladatelství, které  se zaměřuje zejména na fantasy a sci-fi literaturu; od počátku je spjato s osobností redaktora, překladatele z angličtiny a polštiny, spisovatele Michaela Bronce. Vzniklo v roce 1998.

## Edice
- Česká fantastika - edice se zaměřuje na publikování původní české fantasy a sci-fi.
- Západní fantastika - edice se zaměřuje na anglo-americké fantasy a sci-fi.
- Rozstoklatý vraniklec - edice se zaměřuje na mladou českou poesii, eds. Jakub D. Kočí.
- Východní fantastika - v edici zatím vyšla jedna kniha polského autora.
- Bard - edice se zaměřuje na původní českou literaturu týkající se J.R.R. Tolkiena.
- Hry - edice, ve které nakladatelství vydává hry.
- Mimo edice - edice, ve které nakladatelství vydává ostatní knihy (hlavně non-scifi).

Kromě toho nakladatelství vydává hudbu a audioknihy, zejména v podání Jiřího Pobudy.
Nakladatelství pořádalo do roku 2008 se SFK Atair a klubem SFK Hexaedr literární povídkovou soutěž O železnou rukavici lorda Trollslayera. Nejúspěšnější povídky byly vydávány ve sborníku Drakobijci. Tato soutěž změnila v roce 2009 jméno na Žoldnéři fantazie, první dva sborníky vítězných prací pod názvy Žoldnéři fantazie a Kadeti fantazie vyšly v roce 2010. Rovněž pořádá každoročně soutěž pro ilustrátory pod názvem O lahvičku miruvoru.